# ナウティウス氏族
ナウティウス氏族 (ラテン語: Gens Nautia) は、古代ローマの氏族のひとつ。共和政前期には執政官を輩出したパトリキ系のルティルス家がある。

## 概要
ディオニュシオスによると、ナウティウス氏族の先祖はアイネイアースと共にイタリアへ渡ってきたアテナの神官であり、イリオスの陥落時に持ち出したアテナの木像を代々受け継いでいるという。

## メンバー

### ルティルス家
- スプリウス？
  - スプリウス・ナウティウス・ルティルス： 紀元前488年の執政官[2]
    - ガイウス・ナウティウス・ルティルス： 紀元前475年, 458年の執政官[3]
- スプリウス
  - スプリウス・ナウティウス・ルティルス： 紀元前424年の執政武官[4]
    - スプリウス・ナウティウス・ルティルス： 紀元前411年の執政官で紀元前419, 416, 404年の執政武官。ガイウスとも[5]
- スプリウス
  - スプリウス
    - スプリウス・ナウティウス・ルティルス： 紀元前316年の執政官[6]
- ガイウス・ナウティウス・ルティルス： 紀元前287年の執政官[7]

### その他
- スプリウス・ナウティウス： 紀元前293年のレガトゥス。執政官ルキウス・パピリウス・クルソルに命じられ援軍到着の偽装工作を行った[8]
- ナウティウス： 紀元前256年のトリブヌス・ミリトゥム。執政官マルクス・アティリウス・レグルスが海を渡る事に反対していた[9]